# 1981 SL
1981 SL är en asteroid i huvudbältet som upptäcktes den 22 september 1981 av den tjeckiske astronomen Antonín Mrkos vid Kleť-observatoriet i Tjeckien.
Asteroiden har en diameter på ungefär 3 kilometer.